# Rallye Griechenland 1977
Die 24. Rallye Griechenland (auch Acropolis Rally genannt) war der 6. Lauf zur Rallye-Weltmeisterschaft 1977. Sie fand vom 28. Mai bis zum 3. Juni in der Region von Athen statt. Von den 52 geplanten Wertungsprüfungen wurden drei abgesagt.

## Klassifikationen

### Endergebnis
| Rang | Fahrer             | Co-Pilot           | Auto                    | Zeit (Std./Min./Sek.) | Rückstand Sieger (Std./Min./Sek.) Rückstand V (Std./Min./Sek.) |
| ---- | ------------------ | ------------------ | ----------------------- | --------------------- | -------------------------------------------------------------- |
| 1    | Björn Waldegård    | Hans Thorselius    | Ford Escort RS1800 MKII | 09:31:57              | 0:00:00                                                        |
| 2    | Roger Clark        | Jim Porter         | Ford Escort RS1800 MKII | 09:37:44              | 0:05:47                                                        |
| 3    | Harry Källström    | Claes Billstam     | Datsun 160J             | 09:47:17              | 0:15:22 0:09:35                                                |
| 4    | Simo Lampinen      | Sölve Andreasson   | Fiat 131 Abarth         | 09:54:42              | 0:22:45 0:07:23                                                |
| 5    | Tasos Livieratos   | Manólis Makrinos   | Datsun 160J             | 10:10:27              | 0:38:30 0:15:45                                                |
| 6    | Jean-Paul Luc      | Michel Prud'homme  | Citroën CX 2400         | 11:27:41              | 1:55:44 1:17:14                                                |
| 7    | Alain Oger         | Jean-Pierre Dupuis | Renault 12 Gordini      | 11:28:32              | 1:56:35 0:00:51                                                |
| 8    | Kýpros Kyprianou   | Alkis Longinos     | Chrysler Avenger        | 11:48:57              | 2:17:00 0:20:25                                                |
| 9    | Johnny Pesmazoglou | Haris Kaltsounis   | Opel Ascona             | 11:49:11              | 2:17:14 0:00:14                                                |
| 10   | Roland de Libran   | Jean-Louis Vial    | Renault 17 TS           | 12:06:11              | 2:34:14 0:17:00                                                |

Insgesamt wurden 29 von 165 gemeldeten Fahrzeuge klassiert:

### Herstellerwertung
| Pos. | Team   | Punkte |
| ---- | ------ | ------ |
| 1    | Ford   | 82     |
| 2    | Fiat   | 78     |
| 3    | Opel   | 43     |
| 4    | Lancia | 32     |
| 5    | Toyota | 32     |

Die Fahrer-Weltmeisterschaft wurde erst ab 1979 ausgeschrieben.